# Tchepeli
Tchepeli (en macédonien Чепели) est un village du sud-est de la Macédoine du Nord, situé dans la municipalité de Stroumitsa. Le village ne comptait aucun habitant en 2002.